# سیندی واتسون
سیندی واتسون (انگلیسی: Cindy Watson؛ زاده ۲۴ مارس ۱۹۷۸) یک تنیس‌باز اهل استرالیا است.